# The Italian
The Italian – amerykański film niemy z 1915 roku.

## Obsada
- George Beban
- Clara Williams

## Wyróżnienia
| Rok wpisania | National Film Registry |
| ------------ | --- |
| 1991         | Lista filmów budujących dziedzictwo kulturalne USA utworzona przez National Film Preservation Board i przechowywana w Bibliotece Kongresu Stanów Zjednoczonych |